# BPM-97
BPM-97 (ros. Бронированная пограничная машина БПМ-97) lub KamAZ K-43269 "Wystrieł" – rosyjski kołowy transporter opancerzony typu MRAP. Pierwotnie zaprojektowany jako wóz patrolowy rosyjskiej straży granicznej.

## Historia
Prace nad transporterem rozpoczęto w 1997 roku z inicjatywy szefa rosyjskiej straży granicznej Andreia Nikolajewa. Założenie projektu miało na celu opracowanie nowego podstawowego pojazdu transportowego służby pogranicznej, który miałby częściowo zastąpić samochody ciężarowe GAZ-66. Prace nad projektem opóźniły się w 1998 roku kiedy to ustało finansowanie projektu przez Rząd Federacji Rosyjskiej. Pierwszą makietę wozu zaprezentowano w 1999 roku. Aby zrekompensować koszty związane z dalszym rozwojem zdecydowano o umożliwieniu sprzedaży pojazdów firmom prywatnym, które korzystały z nich do przewozu niewybuchów, gotówki lub innych wartościowych dóbr. Po uzyskaniu wymaganych pozwoleń, w 2005 roku część transporterów sprzedano do Kazachstanu i Azerbejdżanu. W 2009 roku "Wystrieł" został zakupiony przez Ministerstwo Obrony Federacji Rosyjskiej. W późniejszych latach został również przyjęty do służby w Służbie Pogranicznej Federalnej Służby Bezpieczeństwa Federacji Rosyjskiej.
KamAZ K-43269 jest składany w fabryce KAMAZ w mieście Nabierieżnyje Czełny, natomiast środki łączności, broń i inne wyposażenie montowane jest w zakładzie Muromteplovoz w mieście Murom.
Pojazdy te brały udział w wojnie w Donbasie, gdzie co najmniej 3 z nich zostały zniszczone w lutym 2015 roku.

## Budowa
Kadłub wozu stanowią zespawane ze sobą aluminiowe płyty. Górna część kadłuba wytrzymuje strzał z karabinu maszynowego NSW o kalibrze 12,7 × 108 mm z odległości 300 metrów. Rufa pojazdu i dolna część kadłuba wytrzymuje strzał z karabinu SWD o kalibrze 7,62 × 54 mm R z odległości 30 metrów. "Wystrieł" jest również minoodporny.
Komora silnika jest wydzielona z przedziału transportowego, który został zaprojektowany dla 10-osobowej załogi (kierowca, dowódca + 8 żołnierzy w przedziale transportowym).
Podwozie BPM-97 bazuje na podwoziu ciężarówki Kamaz 4326. Pojazd posiada napęd na wszystkie 4 koła.

## Uzbrojenie
Uzbrojenie różni się w zależności od wersji. Jeden z wariantów (MB2) pozwala zamontować na dachu wieżę obrotową z działkiem automatycznym 2A72 kalibru 30 mm oraz sprzężony z nią karabin maszynowy PKTM kalibru 7,62x54. Na życzenie użytkownika istnieje również możliwość zastąpienia wieży obrotnicą i montażu na niej granatnika automatycznego AGS-17, karabinu maszynowego Kord, PKM lub NSW. Oprócz broni strzeleckiej na wozie można zamontować przeciwpancerne pociski kierowane takie jak 9K111 Fagot czy 9K113 Konkurs. Jedna z wersji przewiduje uzbrojenie wozu w przeciwlotniczy zestaw rakietowy 9K35 Strieła-10 i wydzielenie w nim przedziału bojowego dla operatora rakiety.
Na pojazdach opancerzonych wszystkich modyfikacji można zainstalować zunifikowany system strzelania granatami dymnymi 902W Tucza.

## Wersje
- BPM-97 – podstawowa wersja wozu, przeznaczona dla rosyjskiej straży granicznej
- KAMAZ-43269 "Dozor" – wersja opancerzonego transportera rozpoznawczego dla wojsk lądowych, wyposażona w aparaturę rozpoznawczą i platformę do startu bezzałogowych statków powietrznych UAV[4]
- KAMAZ-43269 "Wystrieł" – wersja zmodernizowana ze zmodyfikowaną przednią szybą, wycieraczkami, przeniesionym wlotem powietrza, zainstalowanym systemem oczyszczania powietrza itp.
- KAMAZ-43269 "Wystrieł" MB2 – wersja z modułem bojowym MB2 uzbrojona w działko 30 mm, karabin maszynowym PKTM i granatnik AGS-17

### Modyfikacje 6x6
W 2011 roku firma JSC Zaszczita zaprezentowała pojazd SBA-60K2 "Bulat", który jest trzyosiową (6 x 6) modyfikacją wozu BPM-97.

## Użytkownicy

### Obecni użytkownicy
- Rosja – w służbie jednostek antyterrorystycznych Wojsk Rakietowych Przeznaczenia Strategicznego[6], Federalnej Służby Penitencjarnej i Wojskach Lądowych Federacji Rosyjskiej
- Kazachstan
- Azerbejdżan
- Syria[7]

Wóz widziany był również podczas wojny w Donbasie, gdzie był używany przez formacje zbrojne samozwańczej Ługańskiej Republiki Ludowej.